# بولا الطموهي
القديس بولا الطموهي (توفي 17 أكتوبر 415 م) كان قديسًا مصريًا عاش في القرنين الرابع والخامس بعد الميلاد. هو أحد القديسين في الكنيسة القبطية الأرثوذكسية وغيرها.

## حياته
عاش القديس ناسكًا في جبل أنسينا (حاليًا في محافظة المنيا في مصر). وكان لديه تلميذ يدعى حزقيال. يشتهر القديس بولا بأنه قضي حياته في الصوم بشكل شبة دائم والعبادة والنسك. وعند اقتراب ميعاد نياحته، تقرب من القديس بيشوي في الوقت الذي رحل فيه الانبا بيشوي من وادي النطرون بسبب هجمات البربر المتكرة، وذهب للسكن في جبل أنسينا.